# Dilophotriche tristachyoides
Dilophotriche tristachyoides là một loài thực vật có hoa trong họ Hòa thảo. Loài này được (Trin.) Jacq.-Fél. mô tả khoa học đầu tiên năm 1960.